# Listownica japońska

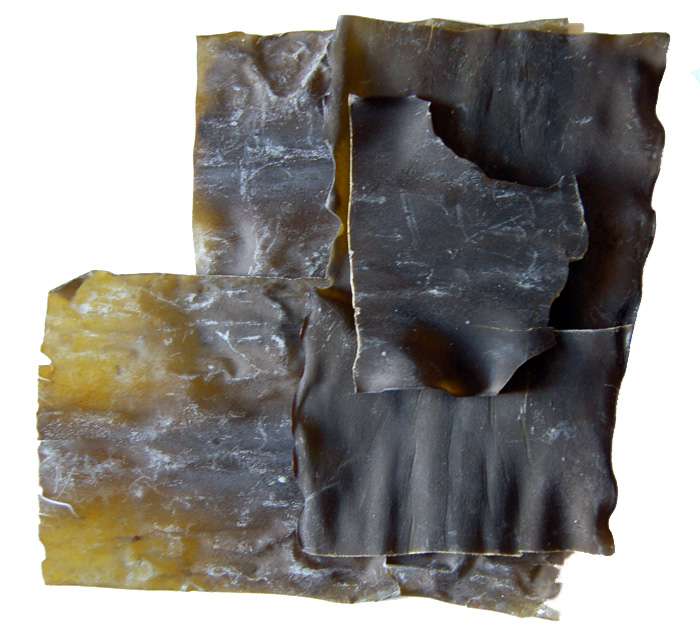
Kombu – prasowane, suszone plechy listownicy

Listownica japońska (Saccharina japonica) – gatunek jadalnej brunatnicy z rzędu listownicowców, rodziny Laminariaceae. Powszechnie uprawiany w Chinach, Japonii i Korei.  
Plecha przybiera postać jednej prostej wstęgi (nie występują odgałęzienia) o barwie od złotawej po oliwkowobrązową. Sporofit może dorastać do 10 m długości. W warunkach naturalnych listownica japońska występuje w chłodnych wodach i zwykle poniżej 15 m głębokości. Do wzrostu wymaga skalistego podłoża.
Będąca gatunkiem o znaczeniu gospodarczym listownica japońska jest znana pod nazwą kombu (w Chinach – haidai, w Korei – dasima). Duże zbiory uzyskuje się dzięki rope cultivation, prostej metodzie uprawy tych brunatnic przez hodowanie ich na linach unoszących się na oceanie. 
Gatunek naturalnie występujący w Japonii, ale uprawiany jest w Chinach, Japonii, Rosji, Francji i Korei. Jest jedną z dwóch najpowszechniej spożywanych brunatnic w Chinach i Japonii. W Chinach, w prowincji Fujian była jadana od co najmniej tysiąca lat. Glony tego rodzaju zostały wyliczone w Kodeksie Taihō w 701 jako produkty należne japońskiemu dworowi cesarskiemu w ramach podatku. Współcześnie w Japonii z listownicy robi się też słodycze (ma-kombu).
Listownica japońska zawiera w suchej masie, wedle różnych badań, 4-9% protein, 66-88% węglowodanów (w tym błonnika), 1,3-3% tłuszczów i 18-23% popiołu. Spożywanie nadmiernych ilości Saccharina japonica może osłabiać funkcje tarczycy.
Z zebranych plonów pozyskuje się również kwas alginowy, którego Chiny wytwarzają do 10 tys. ton rocznie. 
Gatunek przeniesiono do rodzaju Saccharina w 2006. Trzy synonimy nazwy naukowej tej brunatnicy to Laminaria japonica J.E. Areschoug 1851, odmiana Laminaria japonica var. ochotensis (Miyabe) Okamura 1936 oraz Laminaria ochotensis Miyabe 1902.